# Cratere Ustad Isa
Ustad Isa  è un cratere sulla superficie di Mercurio.